# 扎希拉省
扎希拉省（阿拉伯语：‎）是阿曼的一個省，位於該國西部，西鄰阿拉伯聯合大公國和沙烏地阿拉伯接壤。面積約37,000平方公里，2010年人口151,664人。首府伊卜里。下分3區。